# Химна Намибије
Државна химна Намибије носи назив „Намибија, земља храбрих” (енгл. Namibia, Land of the Brave). Текст је написао Аксали Десеб, који је био вођа групе традиционалних музичара из пустиње Калахари. Он је изабран за састављача хиимне након што је победио у такмичењу по проглашењу независности Намибије 1990 године.

## Историја
Намибијска прва химна, иако незванична, била је Das Südwesterlied за време немачке колонизације југозападне Африке. Када је постала Југозападна Африка под мандатом Лиге Народа, државна химна је постала Die Stem van Suid-Afrika да би се подударала са Јужноафричком химном. Након независности, Nkosi Sikelel' iAfrika је одмах усвојена као државна химна. Касније је одлучено да Намибији треба јединствена химна и одржано је државно такмичење ради избора нове химне. На такмичењу је победио Аксали Десеб са песмом Namibia, Land of the Brave. По први пут је изведена на церемонији прве годишњице од независности Намибије од Јужне Африке 1991.

## Текст
| Ry Tanindrazanay malala ô! | Ry Tanindrazanay malala ô! | Ry Tanindrazanay malala ô! |
| Енглеска верзија | Немачка верзија | Српски превод |
| --- | --- | --- |
| Namibia, land of the brave Freedom's fight we have won Glory to their bravery Whose blood waters our freedom We give our love and loyalty Together in unity Contrasting beautiful Namibia Namibia our country Beloved land of savannahs, Hold high the banner of liberty Namibia our Country, Namibia Motherland, We love thee. | Namibia, Land der Tapferen. Der Freiheitskampf ist gewonnen, Ehre ihrem Mut, Deren Blut floss für unsere Freiheit. Wir geben unsere Liebe und Treue In Einigkeit gemeinsam, Kontrastreiches schönes Namibia, Namibia unser Land. Geliebtes Land der Savannen, Haltet das Banner der Freiheit hoch. Namibia unser Land, Namibia, Vaterland, Wir lieben Dich. | Намибија, земља храбрих Добили смо битку за Слободу У славу оних храбрих Чија крв залива нашу слободу Дајемо јој љубав и верност Заједно сложни Огледамо се у прелепој Намибији Намибија, земљо наша Вољена земљо саване, Подигни високо заставу слободе Намибија, земљо наша, Намибија, Домовино, Волимо те ми. |